# Herty Lewites
Herty Lewites Rodríguez (ur. 24 grudnia 1939 w Jinotepe, zm. 2 lipca 2006 w Managui) – nikaraguański polityk.

## Życiorys
Był synem żydowskiego emigranta z Polski. Uczestniczył w działalności opozycyjnej w okresie rządów rodziny Somozów, m.in. brał udział w akcjach zbrojnych. Zmuszony do opuszczenia Nikaragui, studiował w Meksyku, a następnie osiadł w Kalifornii, gdzie organizował przemyt broni dla ruchu sandinistów. Pół roku spędził w amerykańskim więzieniu.
Po dojściu do władzy Daniela Ortegi (1979) został ministrem turystyki w jego rządzie. Na tym stanowisku przyczynił się m.in. do rozwoju kurortu Montelimar i budowy Centrum Konferencyjnego im. Olofa Palmego w Managui. W 1990 sandiniści utracili władzę, ale Lewites uzyskał mandat parlamentarny. W 1995 był w gronie założycieli Movimiento de Renovación Sandinista (obok Sergio Ramíreza), opozycyjnej frakcji wobec lidera sandinistów Ortegi. Rok później wystartował z ramienia nowej partii w wyborach na burmistrza Managui, ale stanowisko przypadło kandydatowi liberałów wobec podziału głosów między rywali z obozu sandinistów.
Lewites pojednał się z Ortegą w 1998 i w 2000 został wybrany na burmistrza Managui. Dużą popularność przyniosła mu współpraca z prezydentem Enrique Bolañosem w walce przeciwko skorumpowanemu otoczeniu poprzedniego szefa państwa, Arnoldo Alemána. Oddaliło go to jednak ponownie od Ortegi, który zawarł porozumienie z Alemánem. Wykorzystując poparcie społeczne Lewites próbował wystawić swoją kandydaturę na prezydenta z ramienia sandinistów (Sandinista de Liberación Nacional), ale w lutym 2005 został usunięty z partii. W tej sytuacji wystąpił ze swoją kandydaturą w wyborach planowanych na listopad 2006 z ramienia Movimiento de Renovación Sandinista, jako kandydata na wiceprezydenta wybierając Edmundo Jarquína, zięcia byłej prezydent Violety Chamorro.
W sondażach przedwyborczych Lewites znajdował się latem 2006 na trzecim miejscu, za Danielem Ortegą i Eduardo Montealegre. Wyborów nie dożył, zmarł 2 lipca 2006 na atak serca.